# Josef Greindl
Josef Greindl (* 23. Dezember 1912 in München; † 16. April 1993 in Wien) war ein deutscher Opernsänger (Bass) und Hochschullehrer.

## Leben
Josef Greindl studierte zunächst zehn Jahre lang Geige, bevor er ab 1932 an der Münchner Akademie der Tonkunst bei Paul Bender ein Gesangsstudium absolvierte und gleichzeitig bei Anna Bahr-Mildenburg Unterricht nahm. Er debütierte im Konzertsaal und im Rundfunk bereits während des Studiums und im Alter von 21 Jahren auf der Bühne des Münchner Gärtnerplatz-Theaters als König Philipp in Verdis Don Carlos. Sein erstes Engagement trat er 1936 am Stadttheater Krefeld an, seine erste Rolle hier war die des Hunding in Wagners Walküre. Greindl war von 1938 bis 1942 Mitglied des Ensembles der Düsseldorfer Oper, bis ihn Heinz Tietjen 1942 an die Berliner Staatsoper holte, der er bis 1948 angehörte. Noch in seiner Düsseldorfer Zeit wirkte er 1941 in der Uraufführung der Oper Die Hexe von Passau von Ottmar Gerster mit, in Berlin sang er im selben Jahr in der Uraufführung der Oper Das Schloss Dürande von Othmar Schoeck. 1943 und 1944 wirkte Greindl bei den „Kriegsfestspielen“ im Bayreuther Festspielhaus mit, wo er als Pogner in den Meistersingern von Nürnberg auftrat.
Greindl beantragte am 20. Oktober 1939 die Aufnahme in die NSDAP und wurde zum 1. Dezember 1939 aufgenommen (Mitgliedsnummer 7.342.013). In der Endphase des Zweiten Weltkriegs nahm ihn Adolf Hitler im August 1944 in die „Gottbegnadeten-Liste“ der wichtigsten Sänger auf, was ihn vor einem Kriegseinsatz, auch an der Heimatfront, bewahrte.
Ab 1948 war Greindl Mitglied des Ensembles der Städtischen Oper in West-Berlin, dem er bis 1970 angehörte. Von 1949 bis 1952 sang er bei den Salzburger Festspielen. Hier wirkte er in der Uraufführung von Carl Orffs Antigonae mit und trat auch als Sarastro in der Zauberflöte auf.
Von 1952 bis 1969 wirkte Greindl wieder regelmäßig bei den Bayreuther Festspielen mit. 1956 wurde er in Berlin zum Kammersänger ernannt. Im selben Jahr wurde er Ensemblemitglied der Wiener Staatsoper.
1960 begann er, die großen Bassbariton-Partien in Wagners Opern zu singen („Hans Sachs“ in Die Meistersinger von Nürnberg, den „Wanderer“ in  Siegfried und auch die Titelpartie in Der fliegende Holländer). In Bayreuth feierte er als Sachs große Erfolge (er sang die Partie dort von 1960, 1961, 1963 und 1964).
1961 übernahm er die Leitung der Opernschule der Musikhochschule des Saarlandes in Saarbrücken. 1974 wurde er als ordentlicher Professor an die Wiener Hochschule für Musik berufen.
1960 erhielt Greindl den Deutschen Kritikerpreis.
Greindl, dessen Schwerpunkt die Basspartien in den Werken Richard Wagners blieben, gastierte an fast allen bedeutenden Opernbühnen des In- und Auslands, wie dem Royal Opera House Covent Garden, der Pariser Oper, der Mailänder Scala und der New Yorker Metropolitan Opera. Nach Kutsch und Riemens verfügte Josef Greindl „über eine machtvolle ausdrucksvolle Baßstimme, deren Klarheit der Deklamation wie deren stilistisches Einfühlungsvermögen im seriösen wie im Buffo-Fach große Leistungen aufzuweisen hatte, nicht zuletzt auch im Konzertgesang“.
Josef Greindl wurde am 30. April 1993 auf dem Neustifter Friedhof in Wien-Döbling bestattet (Gruppe 22, Reihe 6, Nr. 5).

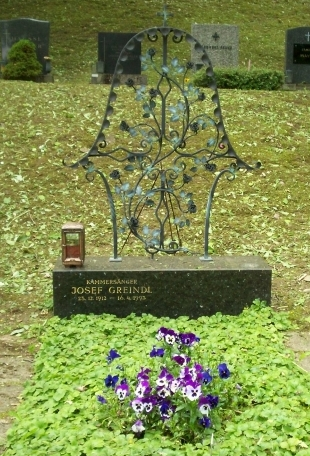
Josef Greindl Grabstätte

## Diskografie (Auswahl)
Oper
- Ludwig van Beethoven Fidelio (Rocco), Dirigent: Eugen Jochum, Bayerisches Staatsorchester, 1951
- Ludwig van Beethoven Fidelio (Rocco), Dirigent: Wilhelm Furtwängler, Wiener Philharmoniker, 1950
- Friedrich von Flotow Martha (Plumkett), Dirigent: Johannes Schüler, Staatskapelle Berlin, 1944
- Wolfgang Amadeus Mozart Die Entführung aus dem Serail (Osmin), Dirigent: Ferenc Fricsay, RIAS-Symphony-Orchester Berlin, 1954
- Wolfgang Amadeus Mozart Die Zauberflöte (Sarastro), Dirigent: Joseph Keilberth, WDR-Sinfonieorchester Köln, 1954
- Giuseppe Verdi Rigoletto (Sparafucile), Dirigent: Robert Heger, Staatskapelle Berlin, 1944
- Richard Wagner Lohengrin (König Heinrich), Dirigent: Joseph Keilberth, Orchester der Bayreuther Festspiele, 1953
- Richard Wagner Tristan und Isolde (König Marke), Dirigent: Wilhelm Furtwängler, Philharmonia Orchestra, 1952
- Richard Wagner Tristan und Isolde (König Marke), Dirigent: Wolfgang Sawallisch, Orchester der Bayreuther Festspiele, 1958
- Richard Wagner Der fliegende Holländer (Daland), Dirigent: Wolfgang Sawallisch, Orchester der Bayreuther Festspiele, 1961
- Richard Wagner Tannhäuser (Landgraf Hermann), Dirigent: Wolfgang Sawallisch, Orchester der Bayreuther Festspiele, 1962
- Richard Wagner Die Meistersinger von Nürnberg (Hans Sachs), Dirigent: Hans Knappertsbusch, Orchester der Bayreuther Festspiele, 1960
- Richard Wagner Die Meistersinger von Nürnberg (Hans Sachs), Dirigent: Karl Böhm, Orchester der Bayreuther Festspiele, 1964
- Richard Wagner Die Meistersinger von Nürnberg (Veit Pogner), Dirigent: André Cluytens, Orchester der Bayreuther Festspiele, 1956
- Richard Wagner Die Meistersinger von Nürnberg (Hans Sachs), Dirigent: Josef Krips, Orchester der Bayreuther Festspiele, 1961
- Richard Wagner Die Meistersinger von Nürnberg (Veit Pogner), Dirigent: Wilhelm Furtwängler, Orchester der Bayreuther Festspiele, 1944
- Richard Wagner Die Meistersinger von Nürnberg (Veit Pogner), Dirigent: Erich Leinsdorf, Orchester der Bayreuther Festspiele, 1959
- Richard Wagner Parsifal (Gurnemanz), Dirigent: Hans Knappertsbusch, Orchester der Bayreuther Festspiele, 1960
- Richard Wagner Parsifal (Gurnemanz), Dirigent: Clemens Krauss, Kölner Rundfunkorchester, 1955
- Richard Wagner Parsifal (Titurel), Dirigent: Clemens Krauss, Orchester der Bayreuther Festspiele, 1953

sowie mehrfach Richard Wagner Der Ring des Nibelungen, unter den Dirigenten
- - (Fafner, Hunding, Fafner, Hagen), Dirigent: Joseph Keilberth, Orchester der Bayreuther Festspiele, 1955
  - (Fafner, Hunding, Fafner, Hagen), Dirigent: Clemens Krauss, Orchester der Bayreuther Festspiele, 1953
  - (Fasolt, Fafner, Hagen), Dirigent: Wilhelm Furtwängler, Orchestra Sinfonica di Roma della RAI, 1953
  - (Fasolt, Hunding, Hagen), Dirigent: Hans Knappertsbusch, Orchester der Bayreuther Festspiele, 1956
  - (Hagen), Dirigent: Karl Böhm, Orchester der Bayreuther Festspiele, 1966

Oratorium
- Joseph Haydn Die Jahreszeiten, Dirigent: Ferenc Fricsay, RIAS-Symphonyorchester Berlin, 1952

Balladen und Lieder
- Carl Loewe Balladen, mit Hertha Klust (Klavier), 1951
- Franz Schubert Lieder (unter anderem die Winterreise), mit Hertha Klust (Klavier), 1957